# Brownlow Cecil, II marchese di Exeter
Brownlow Cecil, II marchese di Exeter (Stamford, 2 luglio 1795 – Stamford, 16 gennaio 1867), è stato un nobile e politico inglese.

## Biografia

### Infanzia
Era il figlio di Henry Cecil, I marchese di Exeter, e di sua moglie, Sarah Hoggins. Sua madre morì poco prima del suo secondo compleanno e nel 1804 riuscì nel marchesato alla morte del padre.
Era appassionato giocatore di cricket.

### Carriera
Ha ricoperto la carica di luogotenente di Rutland (1826-1827) e del Northamptonshire (1842-1867).
Fece parte delle amministrazioni del conte di Derby. È stato Groom of the Stole del principe consorte (1841-1846).
Fu nominato Cavaliere della Giarrettiera nel 1827 e ammesso al Consiglio privato nel 1841.

### Matrimonio
Sposò, il 12 maggio 1824, Isabella Poyntz (6 marzo 1803-6 marzo 1879), figlia di William Stephen Poyntz, dalla quale ebbe cinque figli.

### Morte
Morì il 16 gennaio 1867, all'età di 71 anni. La marchesa di Exeter morì nel marzo 1879, all'età di 76 anni.

## Discendenza
Dal matrimonio tra Brownlow Cecil e Isabella Poyntz nacquero:
- William Cecil, III marchese di Exeter (1825-1895)
- Brownlow Cecil Thomas Montagu (1827-1905), sposò in prime nozze Charlotte Mabell, sposò in seconde nozze Stella Randall;
- Lady Mary Frances Cecil (1832-1917), sposò Dudley Ryder, III conte di Harrowby, non ebbero figli;
- Lord Adalbert Percy Cecil (1841–1889);
- Lady Victoria Cecil (1843–1932), sposò William Evans-Freke, VIII barone Carbery, ebbero tre figli.

## Ascendenza
|                                       |                |                        | Genitori         |  |  | Nonni |  |  | Bisnonni                             |  |  | Trisnonni                      |  |
|                                       |                |                        |                  |  |  |       |  |  | Brownlow Cecil, VIII conte di Exeter |  |  | John Cecil, VI conte di Exeter |  |
|                                       |                |                        |                  |  |  |       |  |  | Brownlow Cecil, VIII conte di Exeter |  |  | John Cecil, VI conte di Exeter |  |
|                                       |                | Elizabeth Brownlow     |                  |  |  |       |  |  | Brownlow Cecil, VIII conte di Exeter |  |  |                                |  |
| Thomas Chambers Cecil                 |                |                        |                  |  |  |       |  |  | Brownlow Cecil, VIII conte di Exeter |  |  |                                |  |
|                                       |                | Hannah Sophia Chambers | Thomas Chambers  |  |  |       |  |  |                                      |  |  |                                |  |
|                                       |                | Hannah Sophia Chambers | Thomas Chambers  |  |  |       |  |  |                                      |  |  |                                |  |
|                                       |                | Hannah Sophia Chambers | Margaret Bagnold |  |  |       |  |  |                                      |  |  |                                |  |
| Henry Cecil, I marchese di Exeter     |                | Hannah Sophia Chambers |                  |  |  |       |  |  |                                      |  |  |                                |  |
|                                       |                | …                      | …                |  |  |       |  |  |                                      |  |  |                                |  |
|                                       |                | …                      | …                |  |  |       |  |  |                                      |  |  |                                |  |
|                                       |                | …                      | …                |  |  |       |  |  |                                      |  |  |                                |  |
| Charlotte Garnier                     |                | …                      |                  |  |  |       |  |  |                                      |  |  |                                |  |
|                                       |                | …                      | …                |  |  |       |  |  |                                      |  |  |                                |  |
|                                       |                | …                      | …                |  |  |       |  |  |                                      |  |  |                                |  |
|                                       |                | …                      | …                |  |  |       |  |  |                                      |  |  |                                |  |
| Brownlow Cecil, II marchese di Exeter |                | …                      |                  |  |  |       |  |  |                                      |  |  |                                |  |
|                                       | Thomas Hoggins | …                      |                  |  |  |       |  |  |                                      |  |  |                                |  |
|                                       | Thomas Hoggins | …                      |                  |  |  |       |  |  |                                      |  |  |                                |  |
|                                       | Thomas Hoggins | …                      |                  |  |  |       |  |  |                                      |  |  |                                |  |
| Thomas Hoggins                        | Thomas Hoggins |                        |                  |  |  |       |  |  |                                      |  |  |                                |  |
|                                       |                | Sarah                  | …                |  |  |       |  |  |                                      |  |  |                                |  |
|                                       |                | Sarah                  | …                |  |  |       |  |  |                                      |  |  |                                |  |
|                                       |                | Sarah                  | …                |  |  |       |  |  |                                      |  |  |                                |  |
| Sarah Hoggins                         |                | Sarah                  |                  |  |  |       |  |  |                                      |  |  |                                |  |
|                                       |                | …                      | …                |  |  |       |  |  |                                      |  |  |                                |  |
|                                       |                | …                      | …                |  |  |       |  |  |                                      |  |  |                                |  |
|                                       |                | …                      | …                |  |  |       |  |  |                                      |  |  |                                |  |
| Jane Bayley                           |                | …                      |                  |  |  |       |  |  |                                      |  |  |                                |  |
|                                       |                | …                      | …                |  |  |       |  |  |                                      |  |  |                                |  |
|                                       |                | …                      | …                |  |  |       |  |  |                                      |  |  |                                |  |
|                                       |                | …                      | …                |  |  |       |  |  |                                      |  |  |                                |  |
|                                       |                | …                      |                  |  |  |       |  |  |                                      |  |  |                                |  |